# Roland Korn
Roland Korn (Saalfeld/Saale, 11 maggio 1930) è un architetto tedesco.
Ha realizzato numerosi edifici rappresentativi a Berlino Est, capitale della Repubblica Democratica Tedesca, quali lo Staatsratsgebäude, l'Hotel Stadt Berlin, o l'intero quartiere residenziale di Marzahn. Dal 1998 si è ritirato dall'attività.

## Vita

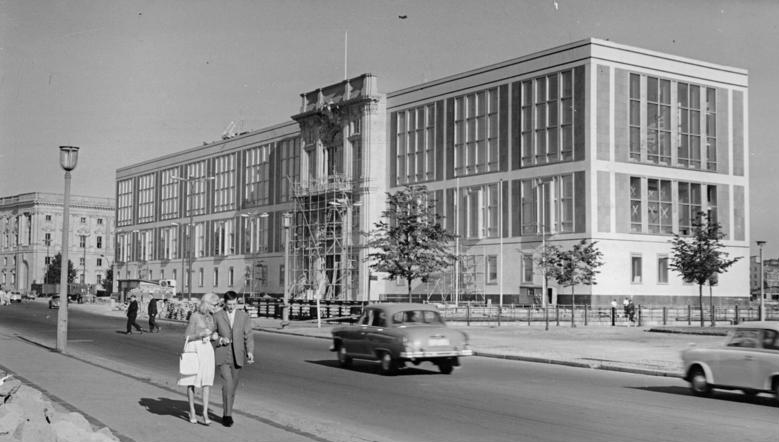
Staatsratsgebäude (1964)

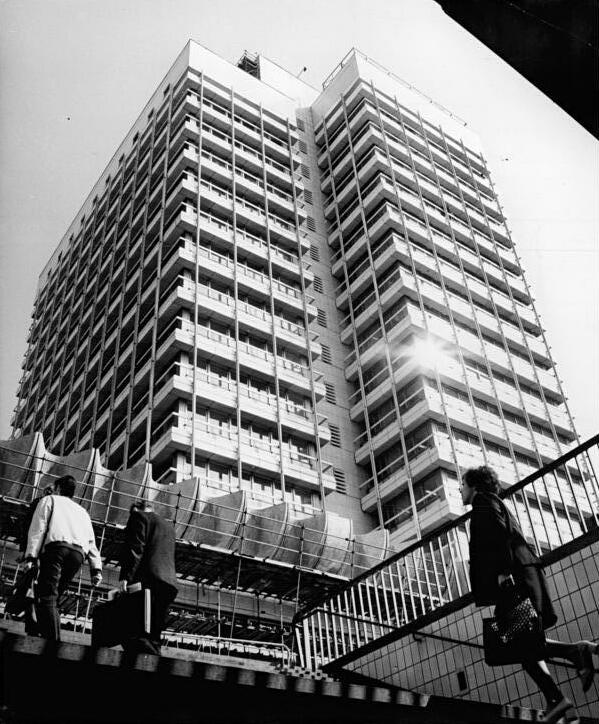
Haus des Reisens (1971)

Roland Korn, figlio di un idraulico, nacque a Saalfeld/Saale, e dopo aver completato i suoi studi, fece pratica di muratore, prima di studiare dal 1948 al 1951 presso la Facoltà di Ingegneria Civile a Gotha. Ha poi lavorato come ingegnere civile per la VEB (Z) Projektierung a Berlino. Fino al 1955, Roland Korn ha lavorato con l'interior designer Hans Erich Bogatzky con Kurt W. Leucht, il progettista generale della prima città socialista, Stalinstadt.
Dal 1959 al 1961, a Magdeburgo, in seguito a un concorso venne costruita su suo progetto la Elbschwimmhalle. Subito dopo la costruzione, Korn si unì alla VEB Berlin-Projekt e ha assunse la direzione del progetto dello Staatsratsgebäude di Berlino, completato nel 1964. Korn ebbe una responsabilità particolare nella ricostruzione del portale del castello, da cui nel 1919 Karl Liebknecht aveva proclamato la Repubblica. Il progetto successivo fu la partecipazione al collettivo guidato da Hans Grotewohl per la ricostruzione di Alexanderplatz (1964), come parte della strategia globale della RDT di "accelerare la ricostruzione dei centri urbani delle maggiori città della Repubblica." Qui Korn progettò un nuovo albergo, che fu sia un omologo architettonico del Fernsehturm, sia "il più alto edificio abitabile nella RDT".
Nello stesso anno, Koch ebbe l'offerta di andare a Baghdad come capo architetto. Con la riorganizzazione del collettivo degli architetti berlinesi il viaggio non era valido, e il capo del Partito Socialista Unificato di Germania (SED) di Berlino Paul Verner dichiarò: "Korn non andrà a Bagdad." Pertanto progettò con Heinz Scharrlipp e Hans Bogatzky l'Interhotel Stadt Berlin. Dal 1968 al 1971 fu costruita su suo progetto la Haus des Reisens, anch'essa sull'Alexanderplatz. Parallelamente a questi progetti e all'attività didattica presso la Facoltà di Architettura e Costruzione di Weimar, gli pervenne un invito dal governo del Cile di Salvador Allende. Qui la sua missione era quella di progettare case economiche prefabbricate in legno, che avrebbero sostituito le baraccopoli. Dopo un anno l'ambasciatore tedesco-orientale lo avvertì del colpo di stato imminente ("Torna, la situazione non è sicura.") Ritorna nella RDT. Al suo ritorno nel 1973 Korn divenne ufficialmente il capo architetto di Berlino Est. L'incarico maggiore fu ora quello di costruire un quartiere completamente nuovo, con alloggi per 250.000 persone (attuali quartieri di Marzahn e Hellersdorf). Gli studi preparatori furono effettuati a Praga, a Mosca e anche a Gropiusstadt.
Mentre la costruzione dei quartieri iniziava e si protraeva (fino al 1989), il gruppo di Korn ricevette l'incarico della ricostruzione del Nikolaiviertel. Qui vi fu un ritorno alle forme storiche.
Dal 1989 al 1998 Korn ha lavorato come architetto libero professionista. Oggi vive a Dannenreich (fraz. di Heidesee) presso Berlino, nella sua vecchia casa delle vacanze convertita in un residence.

## Opere principali
- 1961-64 Staatsratsgebäude a Berlino-Mitte (con Hans-Erich Bogatzky)[1];
- 1967-79 Interhotel Stadt Berlin a Berlino-Mitte (con Heinz Scharlipp e Hans-Erich Bogatzky)[2];
- 1969-71 Haus des Reisens a Berlino-Mitte (con Johannes Brieske e Roland Steiger)[3];
- 1970-80 piano urbanistico del complesso residenziale Fennpfuhl a Berlino-Lichtenberg (con Joachim Näther e Heinz Graffunder)[4];
- 1973-83 piano urbanistico del complesso residenziale in Greifswalder Straße a Berlino-Prenzlauer Berg[5];
- dal 1973 piano urbanistico del complesso residenziale a Berlino-Buch[6].

## Riconoscimenti
- Schinkelmedaille, 1964
- Nationalpreis Erster Klasse, 1969
- Goethepreis der Stadt Berlin, 1980